# 4561 Lemeshev
4561 Lemeshev (1978 RY5) là một tiểu hành tinh vành đai chính được phát hiện ngày 13 tháng 9 năm 1978 bởi N. S. Chernykh ở Nauchnyj. Nó được đặt tên cho nhà soạn lời opera Liên Xô Sergei Lemeshev.